# Ка де Боли (Лоди)
Ка де Боли је насеље у Италији у округу Лоди, региону Ломбардија.
Према процени из 2011. у насељу је живело 21 становника. Насеље се налази на надморској висини од 75 м.